# Przegląd Wielkopolski. Kultura. Historia. Ekorozwój. Turystyka
Przegląd Wielkopolski. Kultura. Historia. Ekorozwój. Turystyka – polskie czasopismo popularno-naukowe i regionalistyczne wydawane przez Wielkopolskie Towarzystwo Kulturalne od 1987 roku. Czasopismo skupia się na ukazywaniu kulturotwórczych wartości wynikających z odrębności regionalnej Wielkopolski, zróżnicowania jej subregionów i innych jednostek terytorialnych. Na jej łamach publikują pracownicy naukowi, pracownicy instytucji kultury, osoby związane z organizacjami pozarządowymi i polskim ruchem regionalnym. W początkowym okresie współwydawcami byli Poznańskie Towarzystwo Przyjaciół Nauk i Oddział Wielkopolski Polskiego Klubu Ekologicznego. Redaktorem naczelnym został Stanisław Słopień, który funkcję tę pełnił do końca 2022 roku. Od 2023 roku redaktorem naczelnym jest Jan Japas Szymański.  

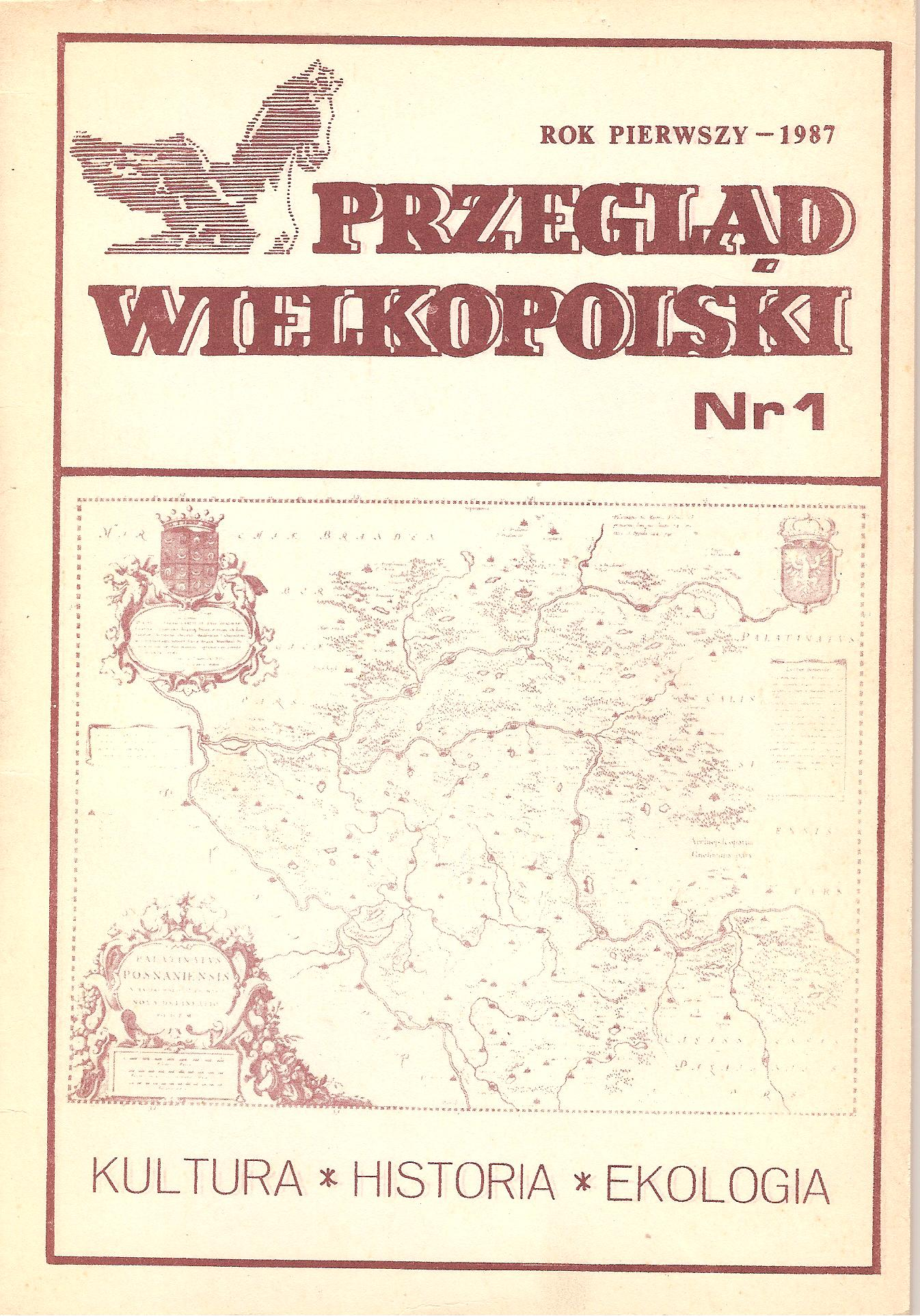
Okładka nr 1 (1) z 1987 roku kwartalnika „Przegląd Wielkopolski”

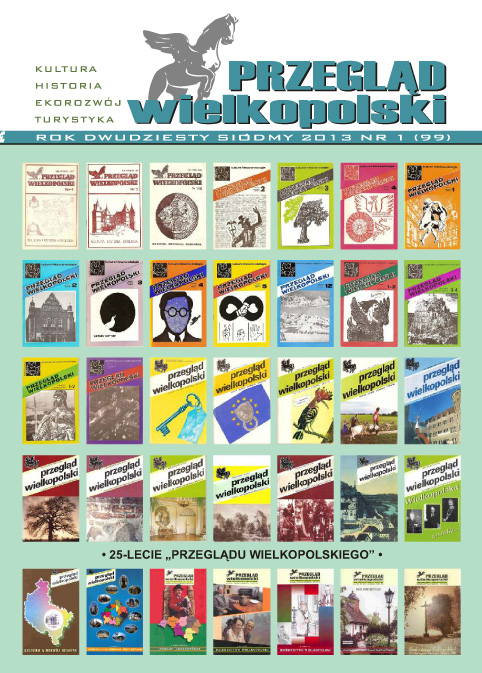
Okładka nr 1 (99) z 2013 roku kwartalnika „Przegląd Wielkopolski”

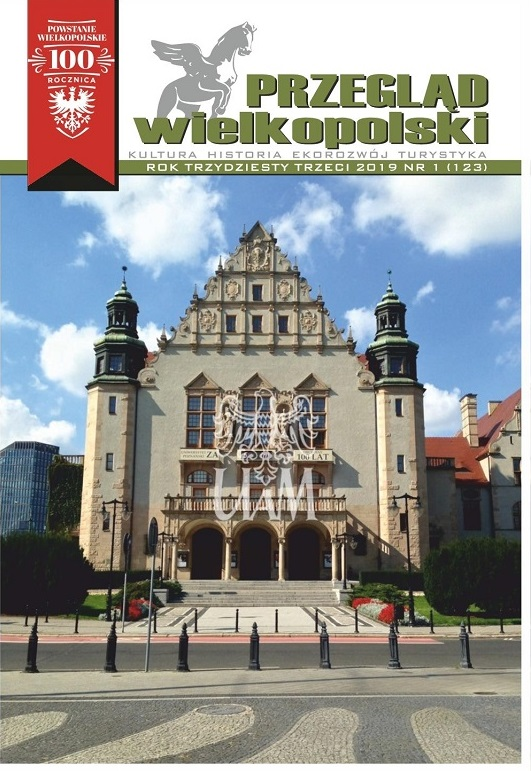
Okładka nr 1 (123) z 2019 roku kwartalnika „Przegląd Wielkopolski”

## Charakterystyka

### Cele i zadania czasopisma
- rozwój, popularyzacja oraz promocja wiedzy o regionie ze szczególnym uwzględnieniem najszerzej pojętej kultury;
- krzewienie patriotyzmu lokalnego otwartego na inne regiony i kraje;
- rozwijanie i promocja tradycyjnych oraz nowych form uczestnictwa w kulturze i życiu publicznym, w tym edukacji kulturalnej dzieci i młodzieży;
- wymiana myśli, doświadczeń, opinii oraz inspiracji pomiędzy teoretykami i praktykami[1].

### Działy
- Od redakcji - wprowadzenie przygotowywane przez redaktora naczelnego, w którym opisywana jest tematyka bieżącego numeru;
- Artykuły - o charakterze naukowym i popularno-naukowym poruszające zagadnienia ogólnoprzyrodnicze, geograficzne, prehistoryczne, historyczne, obyczajowe, językowe i gospodarcze dotyczące Wielkopolski oraz teksty z dziedziny literatury, sztuki, filmu realizacji projektów społeczno-kulturalnych[4]
- Edukacja regionalna - omówienie i prezentacja działań związanych z edukacją, w tym działalność szkół, instytucji kultury i organizacji pozarządowych
- Wielkopolanie - prezentujący sylwetki osób zasłużonych dla regionu Wielkopolski, z niego pochodzących lub działających na rzecz jego rozwoju
- Listy Wielkopolan / Z korespondencji Wielkopolan - publikacja listów Wielkopolan znajdujących się w archiwach wraz z komentarzem
- Delegaci na Polski Sejm Dzielnicowy - prezentacja sylwetek osób związanych z Polskim Sejmem Dzielnicowym
- Spacery po poznańskich ulicach - opisy wybranych ulic w Poznaniu wraz z opisem ważniejszych obiektów
- Z Wielkopolski - relacje i omówienia wydarzeń organizowanych na terenie Wielkopolski
- Daję słowo... - omówienie zagadnień językowych i gwarowych[5]
- Z półki Wielkopolanina - recenzje i omówienia publikacji dotyczących Wielkopolski i Wielkopolan
- Z żałobnej karty - wspomnienia osób, które zmarły w minionym roku
- Napisali do nas - listy czytelników, polemiki i dyskusje
- Rozmowy redakcyjne (m.in. z Marianem Pilotem[6], Dagmarą Gregorowicz z zespołu Dagadana[7])
- Noty o autorach
- Summary

### Numery tematyczne
Nieregularnie ukazują się numery tematyczne o charakterze monografii tematycznych poświęconych poszczególnym zagadnieniom lub obszarom i subregionom Wielkopolski.
| Numer               | Tematyka                                       |
| ------------------- | ---------------------------------------------- |
| nr 49-50 (3-4/2000) | Integracja z Unią Europejską. Powiat Poznański |
| nr 51-52 (1-2/2001) | Powiat leszczyński                             |
| nr 94 (4/2011)      | Powiat czarnkowsko-trzcianecki                 |
| nr 110 (4/2015)     | Powiat kępiński                                |
| nr 117 (3/2017)     | Powiat gostyński (Biskupizna)                  |

| nr 45-46 (3-4/1999) | Wielkopolska po roku...                                             |
| nr 90 (4/2010)      | Cudzoziemcy w Poznaniu                                              |
| nr 97 (3/2012)      | Krajobraz Doliny Warty                                              |
| nr 101 (3/2013)     | Działalność edukacyjna wielkopolskich muzeów                        |
| nr 103 (1/2014)     | Rok Oskara Kolberga w Wielkopolsce                                  |
| nr 107 (1/2014)     | Sztuka ludowa i nieprofesjonalna w Wielkopolsce                     |
| nr 112 (2/2016)     | Wielokulturowa Wielkopolska... Zadania czasopism regionalistycznych |
| nr 113 (3/2016)     | 1050-lecie chrztu Mieszka I                                         |
| nr 116 (2/2017)     | 500-lecie reformacji w Wielkopolsce                                 |
| nr 123 (1/2019)     | 100-lecie Uniwersytetu Poznańskiego                                 |

## Struktura

### Redakcja[3]
- Elżbieta Lesiewicz
- Karolina Ławniczak
- Iwona Miedzińska - sekretarz redakcji
- Jan Japas Szumański (redaktor naczelny)
- Jerzy Świgoń
- Izabela Wyszowska
- Waldemar Juncewicz
- Elżbieta Muchajer-Babst (korekta)

### Rada Programowa[3]
- Jerzy Babiak - przewodniczący
- Zbigniew Jaśkiewicz
- Bartosz Kiełbasa
- Marceli Kosman
- Ryszard Kowalczyk
- Jarosław Łozynski
- Magdalena Mrugalska-Banaszak
- Witold Omieczyński
- Henryk Szopiński
- Krzysztof Urbaniak - wiceprzewodniczący
- Iwona Wysocka